# Gordon Ryan
Gordon Ryan (Nova Jersey, 8 de julho de 1995) é um lutador de submission wrestling e faixa-preta de jiu-jitsu brasileiro, considerado por muitos o maior grappler de todos os tempos devido às suas inúmeras conquistas. Ryan é sete vezes campeão mundial de submission da ADCC, três vezes campeão mundial de No-Gi da IBJJF e quatro vezes campeão do Eddie Bravo Invitational.

## Início de vida
Gordon Ryan nasceu em 8 de julho de 1995, em Monroe, Nova Jersey, Estados Unidos. Ele começou a praticar submission wrestling aos 15 anos sob a orientação de Miguel Benitez, antes de passar a treinar com John Danaher, Tom DeBlass e Garry Tonon. Ele começou a competir e venceu o Campeonato Mundial de Jiu-Jitsu Sem Quimono como faixa-marrom. Em 2015, ele deixou seu emprego como coletor de lixo para se dedicar completamente ao esporte.

## Carreira

### 2016
Após uma campanha de 6 meses como faixa-marrom, na qual Ryan venceu torneios notáveis como o Newaza Challenge e o Campeonato Mundial, ele foi promovido a faixa-preta por Garry Tonon em fevereiro de 2016, em uma cerimônia com a presença de Tom DeBlass, Ricardo Almeida e John Danaher, que compartilharam a responsabilidade pela promoção.
Em 24 de abril de 2016, Ryan venceu o Campeonato Eddie Bravo Invitational, derrotando o campeão mundial Yuri Simões e o renomado grappler Rustam Chsiev no caminho. Em seguida, enfrentou o principal grappler americano Keenan Cornelius em uma luta sem limite de tempo, apenas por finalização, na qual Ryan conseguiu surpreender Cornelius e finalizá-lo com um chave de calcanhar.

### 2017
Em setembro de 2017, Ryan competiu no Campeonato Mundial de Submission Wrestling da ADCC. Ele conquistou o ouro na categoria -88 kg, derrotando Dillon Danis, Romulo Barral, Xande Ribeiro e Keenan Cornelius. Ele também ficou em segundo lugar na divisão absoluto, finalizando todos os seus adversários até perder para Felipe Pena na final.
Ele ainda venceu outro título do EBI e derrotou Yuri Simões em uma superluta no Kasai Pro para encerrar 2017.

### 2018
Em setembro de 2018, Ryan competiu no IBJJF Pan No-Gi, vencendo tanto sua categoria de peso quanto a divisão absoluto, todas por finalização. Ryan liderou a vitória do Team Alpha Male no Torneio Quintet 3 de 2018. Suas vitórias por finalização contra Josh Barnett e Marcos Souza levaram o Team Alpha Male às finais. Suas vitórias por finalização contra Craig Jones e Vítor Ribeiro garantiram a vitória final de sua equipe no torneio. Ele também competiu no Mundial No-Gi da IBJJF na Califórnia, novamente conquistando o ouro em sua categoria de peso e na divisão absoluto.

### 2019
Em 2019, Gordon Ryan competiu em uma superluta contra Joao Gabriel Rocha no KASAI Super Series em Dallas, Texas. Ryan venceu a luta, mas durante uma troca houve um enrosco onde Ryan tentou uma entrada para uma chave de calcanhar e seu joelho estalou várias vezes, rompendo seu LCL. Essa lesão deveria mantê-lo fora das competições por cerca de 6 meses.
Em setembro de 2019, foi relatado que Gordon lesionou a mão em um acidente com uma de suas motos motorizadas, deixando-o para competir no ADCC com uma mão fortemente enfaixada e lesionada. Apesar da lesão, ele venceu a divisão -99 kg, derrotando Ben Hodgkinson, Tim Spriggs, Lucas Barbosa e Vinicius Ferreira. Ele avançou para a divisão absoluto, onde conquistou o ouro após vitórias sobre Pedro Marinho, Garry Tonon, Lachlan Giles e Marcus Buchecha Almeida.
Em uma luta com regras híbridas, Ryan finalizou o lutador Bo Nickal com um triângulo.

### 2020
Ryan foi forçado a se retirar de uma superluta marcada para 31 de julho de 2020, após contrair COVID-19. Em 2 de outubro de 2020, Ryan enfrentou o também campeão mundial de ADCC 2019 Matheus Diniz e o derrotou com uma chave de calcanhar aproximadamente na metade de uma luta de 30 minutos apenas por finalização.
No final de 2020, Ryan decidiu deixar a área de Nova Jersey e se mudar para Porto Rico com seu treinador, John Danaher, e vários membros de sua equipe para abrir sua própria academia. Ele revelou em dezembro de 2020 que a nova academia tinha uma data de abertura prevista para março de 2021.

### 2021
Em 22 de março de 2021, o presidente e CEO do ONE Championship, Chatri Sityodtong, confirmou que Ryan assinou um contrato com a promoção para competir em grappling e, se desejasse, em artes marciais mistas. Ele estava programado para estrear na promoção em uma luta de grappling contra o multicampeão Campeão Mundial Peso-Leve do ONE (MMA), Shinya Aoki, em 27 de agosto de 2021. Ryan anunciou em 21 de maio que estava se aposentando temporariamente do submission wrestling competitivo devido à sua condição de longa data de gastroparesia, que piorou ao longo dos anos, e esperava cuidar de sua saúde. Fontes confirmaram que Gordon Ryan não está mais sob contrato com o ONE Championship.
Em julho de 2021, foi anunciado que o Danaher Death Squad se dissolveu e Ryan abriria sua própria academia em Austin, Texas.

### 2022
Em setembro de 2022, Gordon competiu no ADCC tanto na divisão +99 kg quanto em uma superluta contra André Galvão. Foi a primeira vez na história do ADCC que um competidor escalado para uma superluta também lutou em uma categoria de peso. Gordon venceu sua categoria de peso com vitórias sobre Heikki Jussila, Victor Hugo, Roosevelt Sousa e Nick Rodriguez, conquistando o ouro. Ele também teve a finalização mais rápida da história do ADCC contra Roosevelt Sousa, finalizando-o com uma chave de calcanhar externa em 11 segundos. Mais tarde naquele fim de semana, Ryan enfrentou Galvão em uma luta muito aguardada na história do grappling e venceu por mata-leão. Gordon tornou-se o primeiro grappler na história do ADCC a ser campeão em três categorias de peso diferentes e derrotou André Galvão, que não perdia uma luta desde 2017.
Em 15 de dezembro de 2022, Ryan estava programado para competir contra Vinny Magalhães no evento principal do UFC Fight Pass Invitational 3. Magalhães desistiu do evento em curto prazo e foi substituído pelo ex-companheiro de equipe de Ryan, Nick Rodriguez. Ryan venceu a luta pelo menor tempo de escape na prorrogação do EBI.

### 2023
Em janeiro de 2023, Ryan anunciou que assinou um contrato de sete dígitos para múltiplas lutas com o FloSports.
A quarta luta entre Ryan e Felipe Pena estava originalmente programada para 25 de fevereiro de 2023, no Who's Number One. Dois dias antes do evento, Ryan desistiu devido a problemas estomacais sofridos durante a semana anterior à luta e foi substituído por Nick Rodriguez. Ryan não competiu na primeira metade de 2023 e revelou em 22 de maio que isso ocorreu porque sofreu um caso grave de faringite estreptocócica resistente a penicilina e precisou passar por uma tonsilectomia.
Ryan anunciou que retornaria às competições profissionais de grappling em 1º de outubro de 2023, quando defenderia seu título peso-pesado do Who's Number One contra Patrick Gaudio no WNO 20: Night of Champions. Ele venceu a luta por finalização com uma chave de braço, como previsto em sua "caixa misteriosa", e manteve seu título.
Ryan estava programado para defender seu título peso-pesado contra Lucas Barbosa no Who's Number One 21: Ryan vs. Barbosa, em 30 de novembro de 2023. Ryan desistiu da luta devido a uma lesão na costela e foi substituído por seu companheiro de equipe Giancarlo Bodoni.
Ryan também estava programado para competir contra Mason Fowler no evento principal do UFC Fight Pass Invitational 5, em 9 de dezembro de 2023. Ele desistiu dessa luta devido à mesma lesão na costela.

### 2024
Ryan competiu contra Josh Saunders no evento principal do Who's Number One 24, em 20 de junho de 2024. Ele venceu a luta por finalização.
Ryan competiu contra Yuri Simões na superluta tradicional do Campeonato Mundial de ADCC 2024, e também competiu em uma segunda superluta contra Felipe Pena. Ryan venceu a primeira superluta contra Pena por 2-0 nos pontos e a segunda superluta contra Simões por 21-0 nos pontos.

## Vida pessoal
Ryan é o irmão mais velho de Nicky Ryan, outro lutador de submission wrestling bem-sucedido.
Ele mantém um relacionamento com Nathalia Santoro, uma de suas parceiras de treino e faixa-marrom de jiu-jitsu brasileiro sob a orientação de John Danaher.
Ryan relatou sofrer de uma condição estomacal não diagnosticada por vários anos até abril de 2019, quando foi diagnosticado com gastroparesia. Posteriormente, esse diagnóstico foi considerado incorreto, e ele sofria de uma infecção por Helicobacter pylori, além de um crescimento fúngico em seu intestino delgado e um desequilíbrio bacteriano. Doenças menores que ele sofreu mais tarde na vida causaram a reincidência desse problema.

## Conquistas e realizações
2022
- Jitsmagazine BJJ Awards 'Lutador Masculino do Ano (Sem Quimono)[58]
- ADCC 2022 World Championship (+99 kg)
- Melhor Atleta no ADCC 2022 World Championship[59]
- Finalização Mais Rápida no ADCC 2022 World Championship[60]

2020
- Grappling Industries: Arnold Classic (Absoluto)

2019
- ADCC 2019 World Championship (Absoluto)
- ADCC 2019 World Championship (–99 kg)
- Kinektic 1 (com Team BJJ Fanatics)

2018
- Campeonato Mundial de Jiu-Jitsu Sem Quimono da IBJJF (Faixa-Preta Absoluto)
- Campeonato Mundial de Jiu-Jitsu Sem Quimono da IBJJF (Faixa-Preta +97,5 kg)
- Quintet 3 (com Team Alpha Male)
- IBJJF Pan Nogi (Faixa-Preta Absoluto)
- IBJJF Pan Nogi (Faixa-Preta +97,5 kg)

2017
- Eddie Bravo Invitational 14 (Absoluto)
- ADCC 2017 World Championship (Absoluto)
- ADCC 2017 World Championship (–88 kg)
- Grappling Industries (Absoluto)
- Eddie Bravo Invitational 11 (–170 lbs)
- Sapteiro 6 (Absoluto)

2016
- Eddie Bravo Invitational 8 (–185 lbs)
- Eddie Bravo Invitational 6 (Absoluto)
- Portland Sunday Open (Absoluto)
- Goodfight Pro 2 (–77 kg)
- Sapteiro 1 (Absoluto)
- Grappling Industries Montreal (Absoluto)

2015
- Goodfight All-Star (–170 lbs)
- Campeonato Mundial de Jiu-Jitsu Sem Quimono da IBJJF(Faixa-Marrom –73,5 kg)
- Newaza Challenge (Absoluto)
- Grapplers Quest: All-Star (–185 lbs)
- Kumite Classic (Absoluto)
- Kumite Classic (–185 lbs)
- ADCC North American Championship (–88 kg)
- Campeonato Mundial NAGA (Faixa-Roxa com Quimono –170 lbs)
- Campeonato Mundial NAGA (Nogi Expert –170 lbs)

2014
- ADCC North American Championship (–88 kg)
- PGL IV (–155 lbs)

2013
- AGL 4 (Absoluto)
- AGL 4 (–155 lbs)

2012
- Grapplers Quest: World Championship (Iniciante –160 lbs)
- Grapplers Quest: Beast from the East (Juvenil com Quimono –170 lbs)
- Grapplers Quest: Beast from the East (Juvenil Nogi –170 lbs)

2011
- Grapplers Quest: World Championship (Juvenil –170 lbs)

## Registro de grappling por finalização
| Cartel no MMA       |              |            |
| 169 lutas           | 157 vitórias | 9 derrotas |
| Por finalização     | 130          | 1          |
| Por decisão         | 25           | 8          |
| Por desqualificação | 2            | 0          |
| Empates             | 3            | 3          |

| Resultado | Registro | Oponente              | Método                                      | Evento                                                                   | Divisão   | Tipo        | Data                    | Local                     |
| --------- | -------- | --------------------- | ------------------------------------------- | ------------------------------------------------------------------------ | --------- | ----------- | ----------------------- | ------------------------- |
| Vitória   | 157–9–3  | Yuri Simões           | Pontos (21–0)                               | ADCC 2024                                                                | Superluta | Sem quimono | 18 de agosto de 2024    | Las Vegas, NV             |
| Vitória   | 156–9–3  | Felipe Pena           | Pontos (2–0)                                | ADCC 2024                                                                | Superluta | Sem quimono | 17 de agosto de 2024    | Las Vegas, NV             |
| Vitória   | 155–9–3  | Josh Saunders         | Finalização (chave de calcanhar)            | Who's Number One                                                         | Superluta | Sem quimono | 20 de junho de 2024     | Austin, TX                |
| Vitória   | 154–9–3  | Patrick Gaudio        | Finalização (chave de braço)                | Who's Number One                                                         | Superluta | Sem quimono | 1 de outubro de 2023    | Houston, TX               |
| Vitória   | 153–9–3  | Nick Rodriguez        | Menor Tempo de Fuga                         | UFC Fight Pass Invitational 3                                            | Superluta | Sem quimono | 15 de dezembro de 2022  | Las Vegas, NV             |
| Vitória   | 152–9–3  | André Galvão          | Finalização (mata-leão)                     | ADCC 2022                                                                | Superluta | Sem quimono | 18 de setembro de 2022  | Las Vegas, NV             |
| Vitória   | 151–9–3  | Nick Rodriguez        | Finalização (chave de calcanhar)            | ADCC 2022                                                                | +99 kg    | Sem quimono | 18 de setembro de 2022  | Las Vegas, NV             |
| Vitória   | 150–9–3  | Roosevelt Souza       | Finalização (chave de calcanhar)            | ADCC 2022                                                                | +99 kg    | Sem quimono | 18 de setembro de 2022  | Las Vegas, NV             |
| Vitória   | 149–9–3  | Victor Hugo           | Pontos (8–0)                                | ADCC 2022                                                                | +99 kg    | Sem quimono | 17 de setembro de 2022  | Las Vegas, NV             |
| Vitória   | 148–9–3  | Heikki Jussila        | Finalização (mata-leão)                     | ADCC 2022                                                                | +99 kg    | Sem quimono | 17 de setembro de 2022  | Las Vegas, NV             |
| Vitória   | 147–9–3  | Felipe Pena           | Finalização Técnica (desistência)           | Who's Number One                                                         | Superluta | Sem quimono | 7 de agosto de 2022     | Frisco, TX                |
| Vitória   | 146–9–3  | Pedro Marinho         | Finalização (mata-leão)                     | Who's Number One                                                         | Superluta | Sem quimono | 14 de julho de 2022     | Austin, TX                |
| Vitória   | 145–9–3  | Jacob Couch           | Finalização (pressão)                       | Who's Number One                                                         | Superluta | Sem quimono | 25 de março de 2022     | Frisco, TX                |
| Vitória   | 144–9–3  | Vagner Rocha          | Finalização (triângulo invertido)           | Who's Number One                                                         | Superluta | Sem quimono | 26 de março de 2021     | Austin, TX                |
| Vitória   | 143–9–3  | Roberto Jimenez       | Finalização (chave de braço)                | Who's Number One                                                         | Superluta | Sem quimono | 26 de fevereiro de 2021 | Austin, TX                |
| Vitória   | 142–9–3  | Matheus Diniz         | Finalização (chave de calcanhar)            | Who's Number One                                                         | Superluta | Sem quimono | 2 de outubro de 2020    | Austin, TX                |
| Vitória   | 141–9–3  | Brian Marvin          | Finalização (mata-leão)                     | 3rd Coast Grappling: Kumite IV                                           | Superluta | Sem quimono | 11 de julho de 2020     | Dallas, TX                |
| Vitória   | 140–9–3  | Kyle Boehm            | Finalização (chave de braço torta)          | Who's Number One                                                         | Superluta | Sem quimono | 5 de junho de 2020      | Beverly, MA               |
| Vitória   | 139–9–3  | David Newton          | Finalização (mata-leão)                     | Grappling Industries: Arnold Classic                                     | Absoluto  | Sem quimono | 7 de março de 2020      | Columbus, OH              |
| Vitória   | 138–9–3  | Abraham Hall          | Finalização (triângulo lateral)             | Grappling Industries: Arnold Classic                                     | Absoluto  | Sem quimono | 7 de março de 2020      | Columbus, OH              |
| Vitória   | 137–9–3  | Benjamin Dixon        | Finalização (mata-leão)                     | Grappling Industries: Arnold Classic                                     | Absoluto  | Sem quimono | 7 de março de 2020      | Columbus, OH              |
| Vitória   | 136–9–3  | Chad Allen            | Finalização (chave de braço)                | Grappling Industries: Arnold Classic                                     | Absoluto  | Sem quimono | 7 de março de 2020      | Columbus, OH              |
| Vitória   | 135–9–3  | Austin Tracy          | Finalização (mata-leão)                     | Grappling Industries: Arnold Classic                                     | Absoluto  | Sem quimono | 7 de março de 2020      | Columbus, OH              |
| Vitória   | 134–9–3  | Pat Downey            | Finalização (meia guarda de força)          | BJJ Fanatics                                                             | Superluta | Sem quimono | 29 de fevereiro de 2020 | Beverly, MA               |
| Vitória   | 133–9–3  | Aaron Johnson         | Finalização (triângulo de braço)            | Sub Stars                                                                | Superluta | Sem quimono | 21 de fevereiro de 2020 | Miami, FL                 |
| Vitória   | 132–9–3  | Gabriel Gonzaga       | Finalização (chave de calcanhar)            | Submission Underground 10                                                | Superluta | Sem quimono | 22 de dezembro de 2019  | Portland, OR              |
| Vitória   | 131–9–3  | Aleksei Oleinik       | Finalização (chave de joelho)               | Quintet Ultra                                                            | Superluta | Sem quimono | 12 de dezembro de 2019  | Las Vegas, NV             |
| Vitória   | 130–9–3  | Bo Nickal             | Finalização (triângulo)                     | 3rd Coast Grappling 3                                                    | Superluta | Sem quimono | 7 de dezembro de 2019   | Houston, TX               |
| Vitória   | 129–9–3  | Rousimar Palhares     | Decisão do Árbitro                          | World Jiu-Jitsu Festival                                                 | Superluta | Sem quimono | 6 de outubro de 2019    | Long Beach, CA            |
| Vitória   | 128–9–3  | Marcus Almeida        | Pontos Negativos (0–1)                      | ADCC 2019                                                                | Absoluto  | Sem quimono | 29 de setembro de 2019  | Anaheim, CA               |
| Vitória   | 127–9–3  | Lachlan Giles         | Finalização (mata-leão)                     | ADCC 2019                                                                | Absoluto  | Sem quimono | 29 de setembro de 2019  | Anaheim, CA               |
| Vitória   | 126–9–3  | Garry Tonon           | Finalização (mata-leão)                     | ADCC 2019                                                                | Absoluto  | Sem quimono | 29 de setembro de 2019  | Anaheim, CA               |
| Vitória   | 125–9–3  | Pedro Marinho         | Finalização (chave de calcanhar)            | ADCC 2019                                                                | Absoluto  | Sem quimono | 29 de setembro de 2019  | Anaheim, CA               |
| Vitória   | 124–9–3  | Vinicius Gazola       | Finalização (mata-leão)                     | ADCC 2019                                                                | –99 kg    | Sem quimono | 29 de setembro de 2019  | Anaheim, CA               |
| Vitória   | 123–9–3  | Lucas Barbosa         | Pontos (3–0)                                | ADCC 2019                                                                | –99 kg    | Sem quimono | 29 de setembro de 2019  | Anaheim, CA               |
| Vitória   | 122–9–3  | Tim Spriggs           | Finalização (mata-leão)                     | ADCC 2019                                                                | –99 kg    | Sem quimono | 28 de setembro de 2019  | Anaheim, CA               |
| Vitória   | 121–9–3  | Ben Hodgkinson        | Finalização (mata-leão)                     | ADCC 2019                                                                | –99 kg    | Sem quimono | 28 de setembro de 2019  | Anaheim, CA               |
| Vitória   | 120–9–3  | Guilherme Vasconcelos | Finalização (guilhotina)                    | Kinektic 1                                                               | Absoluto  | Sem quimono | 16 de agosto de 2019    | Anaheim, CA               |
| Vitória   | 119–9–3  | Rafael Domingos       | Finalização (mata-leão)                     | Kinektic 1                                                               | Absoluto  | Sem quimono | 16 de agosto de 2019    | Anaheim, CA               |
| Vitória   | 118–9–3  | Gabriel Checco        | Finalização (kimura)                        | Kinektic 1                                                               | Absoluto  | Sem quimono | 16 de agosto de 2019    | Anaheim, CA               |
| Vitória   | 117–9–3  | João Gabriel Rocha    | Pontos (1–0)                                | Kasai Super Series 1                                                     | Superluta | Sem quimono | 2 de fevereiro de 2019  | Dallas, TX                |
| Vitória   | 116–9–3  | Yuri Simões           | Vantagens                                   | Campeonato Mundial de Jiu-Jitsu Sem Quimono da IBJJF (faixa-preta)       | Absoluto  | Sem quimono | 16 de dezembro de 2018  | Anaheim, CA               |
| Vitória   | 115–9–3  | Roberto Abreu         | Desqualificação                             | Campeonato Mundial de Jiu-Jitsu Sem Quimono da IBJJF (faixa-preta)       | +97,5 kg  | Sem quimono | 16 de dezembro de 2018  | Anaheim, CA               |
| Vitória   | 114–9–3  | Yuri Simões           | Pontos (11–0)                               | Campeonato Mundial de Jiu-Jitsu Sem Quimono da IBJJF (faixa-preta)       | +97,5 kg  | Sem quimono | 16 de dezembro de 2018  | Anaheim, CA               |
| Vitória   | 113–9–3  | Jackson Sousa         | Finalização (mata-leão)                     | Campeonato Mundial de Jiu-Jitsu Sem Quimono da IBJJF (faixa-preta)       | Absoluto  | Sem quimono | 15 de dezembro de 2018  | Anaheim, CA               |
| Vitória   | 112–9–3  | Patrick Gaudio        | Decisão do Árbitro                          | Campeonato Mundial de Jiu-Jitsu Sem Quimono da IBJJF (faixa-preta)       | Absoluto  | Sem quimono | 15 de dezembro de 2018  | Anaheim, CA               |
| Vitória   | 111–9–3  | Vegard Randeberg      | Finalização (mata-leão)                     | Campeonato Mundial de Jiu-Jitsu Sem Quimono da IBJJF (faixa-preta)       | Absoluto  | Sem quimono | 15 de dezembro de 2018  | Anaheim, CA               |
| Vitória   | 110–9–3  | Khalil Fadlallah      | Finalização (mata-leão)                     | Campeonato Mundial de Jiu-Jitsu Sem Quimono da IBJJF (faixa-preta)       | Absoluto  | Sem quimono | 15 de dezembro de 2018  | Anaheim, CA               |
| Vitória   | 109–9–3  | Evaggelos Moumtzis    | Finalização (chave de braço)                | Campeonato Mundial de Jiu-Jitsu Sem Quimono da IBJJF (faixa-preta)       | +97,5 kg  | Sem quimono | 15 de dezembro de 2018  | Anaheim, CA               |
| Empate    | 108–9–3  | Gregor Gracie         | Empate                                      | Quintet 3                                                                | Absoluto  | Sem quimono | 5 de outubro de 2018    | Las Vegas, NV             |
| Vitória   | 108–9–2  | Vítor Ribeiro         | Finalização (chave de braço)                | Quintet 3                                                                | Absoluto  | Sem quimono | 5 de outubro de 2018    | Las Vegas, NV             |
| Vitória   | 107–9–2  | Craig Jones           | Finalização (mata-leão)                     | Quintet 3                                                                | Absoluto  | Sem quimono | 5 de outubro de 2018    | Las Vegas, NV             |
| Empate    | 106–9–2  | Roberto de Souza      | Empate                                      | Quintet 3                                                                | Absoluto  | Sem quimono | 5 de outubro de 2018    | Las Vegas, NV             |
| Vitória   | 106–9–1  | Marcos Souza          | Finalização (mata-leão)                     | Quintet 3                                                                | Absoluto  | Sem quimono | 5 de outubro de 2018    | Las Vegas, NV             |
| Vitória   | 105–9–1  | Josh Barnett          | Finalização (triângulo)                     | Quintet 3                                                                | Absoluto  | Sem quimono | 5 de outubro de 2018    | Las Vegas, NV             |
| Vitória   | 104–9–1  | Kaynan Duarte         | Finalização (mata-leão)                     | Campeonato Pan-Americano de Jiu-Jitsu Sem Quimono da IBJJF (faixa-preta) | Absoluto  | Sem quimono | 15 de setembro de 2018  | Nova Iorque, NY           |
| Vitória   | 103–9–1  | Max Gimenis           | Finalização (mata-leão)                     | Campeonato Pan-Americano de Jiu-Jitsu Sem Quimono da IBJJF (faixa-preta) | Absoluto  | Sem quimono | 15 de setembro de 2018  | Nova Iorque, NY           |
| Vitória   | 102–9–1  | Max Gimenis           | Finalização (mata-leão)                     | Campeonato Pan-Americano de Jiu-Jitsu Sem Quimono da IBJJF (faixa-preta) | +97,5 kg  | Sem quimono | 15 de setembro de 2018  | Nova Iorque, NY           |
| Vitória   | 101–9–1  | Charles McGuire       | Finalização (kimuroplata)                   | Campeonato Pan-Americano de Jiu-Jitsu Sem Quimono da IBJJF (faixa-preta) | +97,5 kg  | Sem quimono | 15 de setembro de 2018  | Nova Iorque, NY           |
| Derrota   | 100–9–1  | Vinny Magalhães       | Pontos (0–5)                                | ACB JJ 13                                                                | Superluta | Sem quimono | 4 de maio de 2018       | Long Beach, CA            |
| Vitória   | 100–8–1  | Yuri Simões           | Finalização (mata-leão)                     | Kasai Pro 1                                                              | Superluta | Sem quimono | 9 de dezembro de 2017   | Brooklyn, NY              |
| Vitória   | 99–8–1   | Craig Jones           | Finalização (mata-leão)                     | EBI 14                                                                   | Absoluto  | Sem quimono | 3 de dezembro de 2017   | Los Angeles, CA           |
| Vitória   | 98–8–1   | Casey Hellenberg      | Finalização (mata-leão)                     | EBI 14                                                                   | Absoluto  | Sem quimono | 3 de dezembro de 2017   | Los Angeles, CA           |
| Vitória   | 97–8–1   | Patrick Donabedian    | Finalização (chave de braço)                | EBI 14                                                                   | Absoluto  | Sem quimono | 3 de dezembro de 2017   | Los Angeles, CA           |
| Vitória   | 96–8–1   | Dan Borovic           | Finalização (chave de calcanhar)            | EBI 14                                                                   | Absoluto  | Sem quimono | 3 de dezembro de 2017   | Los Angeles, CA           |
| Vitória   | 95–8–1   | Ralek Gracie          | Finalização (triângulo invertido)           | Metamoris 8                                                              | Superluta | Sem quimono | 26 de novembro de 2017  | Los Angeles, CA           |
| Derrota   | 94–8–1   | Felipe Pena           | Pontos (0–6)                                | ADCC 2017                                                                | Absoluto  | Sem quimono | 24 de setembro de 2017  | Espoo                     |
| Vitória   | 94–7–1   | Mahamed Aly           | Finalização (chave de calcanhar)            | ADCC 2017                                                                | Absoluto  | Sem quimono | 24 de setembro de 2017  | Espoo                     |
| Vitória   | 93–7–1   | Craig Jones           | Finalização (triângulo de braço)            | ADCC 2017                                                                | Absoluto  | Sem quimono | 24 de setembro de 2017  | Espoo                     |
| Vitória   | 92–7–1   | Roberto Abreu         | Finalização (chave de calcanhar)            | ADCC 2017                                                                | Absoluto  | Sem quimono | 24 de setembro de 2017  | Espoo                     |
| Vitória   | 91–7–1   | Keenan Cornelius      | Finalização (guilhotina)                    | ADCC 2017                                                                | –88 kg    | Sem quimono | 24 de setembro de 2017  | Espoo                     |
| Vitória   | 90–7–1   | Alexandre Ribeiro     | Decisão do Árbitro                          | ADCC 2017                                                                | –88 kg    | Sem quimono | 24 de setembro de 2017  | Espoo                     |
| Vitória   | 89–7–1   | Romulo Barral         | Finalização (mata-leão)                     | ADCC 2017                                                                | –88 kg    | Sem quimono | 23 de setembro de 2017  | Espoo                     |
| Vitória   | 88–7–1   | Dillon Danis          | Decisão do Árbitro                          | ADCC 2017                                                                | –88 kg    | Sem quimono | 23 de setembro de 2017  | Espoo                     |
| Vitória   | 87–7–1   | Devhonte Johnson      | Finalização (mata-leão)                     | Grappling Industries                                                     | Absoluto  | Sem quimono | 19 de agosto de 2017    | Nova Iorque, NY           |
| Vitória   | 86–7–1   | Aaron Johnson         | Finalização (triângulo invertido)           | Grappling Industries                                                     | Absoluto  | Sem quimono | 19 de agosto de 2017    | Nova Iorque, NY           |
| Vitória   | 85–7–1   | Mladen Jokmanovic     | Finalização (kimura)                        | Grappling Industries                                                     | Absoluto  | Sem quimono | 19 de agosto de 2017    | Nova Iorque, NY           |
| Vitória   | 84–7–1   | Elliot Kelly          | Finalização (triângulo com braço)           | Fight2Win Pro 34                                                         | Superluta | Sem quimono | 12 de maio de 2017      | Denver, CO                |
| Derrota   | 83–7–1   | Leandro Lo            | Pontos (0–4)                                | ADCC West Coast Trials                                                   | Superluta | Sem quimono | 15 de abril de 2017     | Los Angeles, CA           |
| Vitória   | 83–6–1   | Lucas Barbosa         | Decisão do Árbitro                          | Fight2Win Pro 30                                                         | Superluta | Sem quimono | 8 de abril de 2017      | Berkeley Township, NJ     |
| Vitória   | 82–6–1   | Vagner Rocha          | Finalização (mata-leão)                     | EBI 11                                                                   | –170 lbs  | Sem quimono | 6 de março de 2017      | Los Angeles, CA           |
| Vitória   | 81–6–1   | Marcel Gonçalves      | Finalização (mata-leão)                     | EBI 11                                                                   | –170 lbs  | Sem quimono | 6 de março de 2017      | Los Angeles, CA           |
| Vitória   | 80–6–1   | Chris Mckarski        | Finalização (guilhotina)                    | EBI 11                                                                   | –170 lbs  | Sem quimono | 6 de março de 2017      | Los Angeles, CA           |
| Vitória   | 79–6–1   | Jean-Paul Lebosnoyani | Finalização (mata-leão)                     | EBI 11                                                                   | –170 lbs  | Sem quimono | 6 de março de 2017      | Los Angeles, CA           |
| Vitória   | 78–6–1   | Joe Baize             | Finalização (triângulo invertido)           | Submission Underground 3                                                 | Superluta | Sem quimono | 29 de janeiro de 2017   | Portland, OR              |
| Vitória   | 77–6–1   | Matthew Tesla         | Finalização (triângulo invertido)           | Sapateiro 6                                                              | Absoluto  | Sem quimono | 21 de janeiro de 2017   | Tampa, FL                 |
| Vitória   | 76–6–1   | Jesseray Childrey     | Finalização (mata-leão)                     | Sapateiro 6                                                              | Absoluto  | Sem quimono | 21 de janeiro de 2017   | Tampa, FL                 |
| Vitória   | 75–6–1   | Antonio Carlos        | Finalização (triângulo invertido)           | Sapateiro 6                                                              | Absoluto  | Sem quimono | 21 de janeiro de 2017   | Tampa, FL                 |
| Vitória   | 74–6–1   | Bryan Brown           | Finalização (mata-leão)                     | Sapateiro 6                                                              | Absoluto  | Sem quimono | 21 de janeiro de 2017   | Tampa, FL                 |
| Derrota   | 73–6–1   | Felipe Pena           | Finalização (mata-leão)                     | Studio 540                                                               | Superluta | Sem quimono | 17 de dezembro de 2016  | Solana Beach, CA          |
| Vitória   | 73–5–1   | Todd Mueckenheim      | Finalização (kimura)                        | Grappling Industries Manhattan                                           | Superluta | Sem quimono | 22 de outubro de 2016   | Nova Iorque, NY           |
| Vitória   | 72–5–1   | Kyle Griffin          | Finalização (chave de calcanhar)            | EBI 8                                                                    | –185 lbs  | Sem quimono | 11 de setembro de 2016  | Los Angeles, CA           |
| Vitória   | 71–5–1   | Josh Hayden           | Finalização (mata-leão)                     | EBI 8                                                                    | –185 lbs  | Sem quimono | 11 de setembro de 2016  | Los Angeles, CA           |
| Vitória   | 70–5–1   | Mike Hillebrand       | Finalização (mata-leão)                     | EBI 8                                                                    | –185 lbs  | Sem quimono | 11 de setembro de 2016  | Los Angeles, CA           |
| Vitória   | 69–5–1   | Matt Arroyo           | Finalização (chave de calcanhar)            | EBI 8                                                                    | –185 lbs  | Sem quimono | 11 de setembro de 2016  | Los Angeles, CA           |
| Vitória   | 68–5–1   | Keenan Cornelius      | Finalização (chave de calcanhar)            | Grappling Industries                                                     | Superluta | Sem quimono | 13 de agosto de 2016    | Nova Iorque, NY           |
| Empate    | 67–5–1   | Vagner Rocha          | Empate                                      | Sapateiro 2                                                              | Superluta | Sem quimono | 11 de junho de 2016     | Bradenton, FL             |
| Vitória   | 67–5     | Rustam Chsiev         | Finalização (mata-leão)                     | EBI 6                                                                    | Absoluto  | Sem quimono | 24 de abril de 2016     | Los Angeles, CA           |
| Vitória   | 66–5     | Yuri Simões           | Finalização (mata-leão)                     | EBI 6                                                                    | Absoluto  | Sem quimono | 24 de abril de 2016     | Los Angeles, CA           |
| Vitória   | 65–5     | Marcello Salazar      | Finalização (chave de joelho)               | EBI 6                                                                    | Absoluto  | Sem quimono | 24 de abril de 2016     | Los Angeles, CA           |
| Vitória   | 64–5     | Jacen Flynn           | Finalização (mata-leão)                     | EBI 6                                                                    | Absoluto  | Sem quimono | 24 de abril de 2016     | Los Angeles, CA           |
| Vitória   | 63–5     | Nathan Orchard        | Finalização (triângulo invertido)           | Portland Sunday Open                                                     | Absoluto  | Sem quimono | 4 de abril de 2016      | Portland, OR              |
| Vitória   | 62–5     | Joshua Bacallao       | Finalização (chave de calcanhar)            | Portland Sunday Open                                                     | Absoluto  | Sem quimono | 4 de abril de 2016      | Portland, OR              |
| Vitória   | 61–5     | James Partridge       | Finalização (chave de calcanhar)            | Onnit Invitational 2                                                     | Superluta | Sem quimono | 24 de março de 2016     | Austin, TX                |
| Derrota   | 60–5     | Todd Mueckenheim      | Decisão do Árbitro                          | Grappling Industries Manhattan                                           | Absoluto  | Sem quimono | 13 de março de 2016     | Nova Iorque, NY           |
| Vitória   | 60–4     | Nick Panebianco       | Finalização (mata-leão)                     | Grappling Industries Manhattan                                           | Absoluto  | Sem quimono | 13 de março de 2016     | Nova Iorque, NY           |
| Vitória   | 59–4     | Harley Davis          | Finalização (mata-leão)                     | Grappling Industries Manhattan                                           | Absoluto  | Sem quimono | 13 de março de 2016     | Nova Iorque, NY           |
| Vitória   | 58–4     | Kevin Berbrich        | Finalização (mata-leão)                     | Goodfight Pro 2                                                          | –77 kg    | Sem quimono | 12 de março de 2016     | Langhorne, PA             |
| Vitória   | 57–4     | Pat Sabatini          | Finalização (chave de calcanhar)            | Goodfight Pro 2                                                          | –77 kg    | Sem quimono | 12 de março de 2016     | Langhorne, PA             |
| Vitória   | 56–4     | Enrico Cocco          | Finalização (chave de calcanhar)            | Sapateiro 1                                                              | Absoluto  | Sem quimono | 5 de março de 2016      | Bradenton, FL             |
| Vitória   | 55–4     | PJ Barch              | Finalização (chave de joelho)               | Sapateiro 1                                                              | Absoluto  | Sem quimono | 5 de março de 2016      | Bradenton, FL             |
| Vitória   | 54–4     | Elliot Kelly          | Finalização (triângulo invertido com braço) | Sapateiro 1                                                              | Absoluto  | Sem quimono | 5 de março de 2016      | Bradenton, FL             |
| Vitória   | 53–4     | Ian Murray            | Finalização (chave de calcanhar)            | Sapateiro 1                                                              | Absoluto  | Sem quimono | 5 de março de 2016      | Bradenton, FL             |
| Vitória   | 52–4     | Jordan Tabor          | Finalização (chave de calcanhar)            | Interclub                                                                | Superluta | Sem quimono | 13 de fevereiro de 2016 | Gaithersburg, MD          |
| Derrota   | 51–4     | Aaron Johnson         | Pontos                                      | Grappling Industries Montreal                                            | Absoluto  | Sem quimono | 6 de fevereiro de 2016  | Montreal, QC              |
| Vitória   | 51–3     | Eric Chibuluzo        | Finalização (chave de pé)                   | Grappling Industries Montreal                                            | Absoluto  | Sem quimono | 6 de fevereiro de 2016  | Montreal, QC              |
| Vitória   | 50–3     | David Porter          | Finalização (mata-leão)                     | Good Fight All-Star                                                      | –170 lbs  | Sem quimono | 4 de dezembro de 2015   | Brooklyn, NY              |
| Vitória   | 49–3     | David Porter          | Finalização (chave de braço)                | Show the Art Finishers 1                                                 | –170 lbs  | Sem quimono | 15 de novembro de 2015  | Green Brook Township, NJ  |
| Vitória   | 48–3     | Jordan Stiner         | Finalização (triângulo)                     | Show the Art Finishers 1                                                 | –170 lbs  | Sem quimono | 15 de novembro de 2015  | Green Brook Township, NJ  |
| Vitória   | 47–3     | Mattheus Lutes        | Finalização (chave de calcanhar)            | Show the Art Finishers 1                                                 | –170 lbs  | Sem quimono | 15 de novembro de 2015  | Green Brook Township, NJ  |
| Vitória   | 46–3     | Jacob Ferreria        | Finalização (chave de tornozelo)            | Campeonato Mundial de Jiu-Jitsu Sem Quimono da IBJJF (faixa-marrom)      | –73,5 kg  | Sem quimono | 8 de novembro de 2015   | Long Beach, CA            |
| Vitória   | 45–3     | Sylvio Duran          | Finalização (mata-leão)                     | Campeonato Mundial de Jiu-Jitsu Sem Quimono da IBJJF (faixa-marrom)      | –73,5 kg  | Sem quimono | 8 de novembro de 2015   | Long Beach, CA            |
| Vitória   | 44–3     | Lucas Tobias          | Pontos (8–6)                                | Campeonato Mundial de Jiu-Jitsu Sem Quimono da IBJJF (faixa-marrom)      | –73,5 kg  | Sem quimono | 8 de novembro de 2015   | Long Beach, CA            |
| Vitória   | 43–3     | Devhonte Johnson      | Finalização (chave de calcanhar)            | UGA: Fall Open                                                           | Superluta | Sem quimono | 24 de outubro de 2015   | Lakewood, NJ              |
| Vitória   | 42–3     | Stephen Martinez      | Finalização (triângulo invertido)           | Newaza Challenge                                                         | Absoluto  | Sem quimono | 13 de setembro de 2015  | Pasadena, CA              |
| Vitória   | 41–3     | Gabriel Arges         | Finalização (chave de calcanhar)            | Newaza Challenge                                                         | Absoluto  | Sem quimono | 13 de setembro de 2015  | Pasadena, CA              |
| Vitória   | 40–3     | Noah Tillis           | Finalização (chave de calcanhar)            | Newaza Challenge                                                         | Absoluto  | Sem quimono | 13 de setembro de 2015  | Pasadena, CA              |
| Vitória   | 39–3     | Gio Vasquez           | Finalização (chave de tornozelo)            | Newaza Challenge                                                         | Absoluto  | Sem quimono | 13 de setembro de 2015  | Pasadena, CA              |
| Vitória   | 38–3     | Ivan Taylor           | Finalização (chave de calcanhar)            | UGA: Summer Open                                                         | Superluta | Sem quimono | 27 de junho de 2015     | Lakewood, NJ              |
| Vitória   | 37–3     | Dan Martinez          | Finalização (chave de calcanhar)            | Grapplers Quest: All Star Pro                                            | –185 lbs  | Sem quimono | 6 de junho de 2015      | Edison, NJ                |
| Vitória   | 36–3     | Matt Arroyo           | Finalização (chave de calcanhar)            | Grapplers Quest: All Star Pro                                            | –185 lbs  | Sem quimono | 6 de junho de 2015      | Edison, NJ                |
| Vitória   | 35–3     | Sean Spangler         | Finalização (triângulo invertido)           | Grapplers Quest: All Star Pro                                            | –185 lbs  | Sem quimono | 6 de junho de 2015      | Edison, NJ                |
| Vitória   | 34–3     | Steve Mowry           | Pontos (4–1)                                | Kumite Classic                                                           | Absoluto  | Sem quimono | 23 de maio de 2015      | Monroeville, PA           |
| Vitória   | 33–3     | Evan Mulgrave         | Finalização (chave de calcanhar)            | Kumite Classic                                                           | –185 lbs  | Sem quimono | 23 de maio de 2015      | Monroeville, PA           |
| Vitória   | 32–3     | Todd Bevan            | Finalização (triângulo invertido)           | Kumite Classic                                                           | –185 lbs  | Sem quimono | 23 de maio de 2015      | Monroeville, PA           |
| Vitória   | 31–3     | Jon Correa            | Finalização (triângulo invertido)           | Kumite Classic                                                           | –185 lbs  | Sem quimono | 23 de maio de 2015      | Monroeville, PA           |
| Derrota   | 30–3     | Mike Perez            | Pontos                                      | Campeonato Norte-Americano da ADCC                                       | –88 kg    | Sem quimono | 9 de maio de 2015       | Coconut Creek, FL         |
| Vitória   | 30–2     | James Brasco          | Pontos (4–0)                                | Campeonato Norte-Americano da ADCC                                       | –88 kg    | Sem quimono | 9 de maio de 2015       | Coconut Creek, FL         |
| Vitória   | 29–2     | Avery McPhatter       | Finalização (mata-leão)                     | Campeonato Norte-Americano da ADCC                                       | –88 kg    | Sem quimono | 9 de maio de 2015       | Coconut Creek, FL         |
| Vitória   | 28–2     | Damien Nitkin         | Pontos (5–0)                                | Campeonato Norte-Americano da ADCC                                       | –88 kg    | Sem quimono | 9 de maio de 2015       | Coconut Creek, FL         |
| Vitória   | 27–2     | Stanley Rosa          | Finalização (estrangulamento)               | Campeonato Mundial NAGA                                                  | –170 lbs  | Com quimono | 25 de abril de 2015     | Wildwood, NJ              |
| Vitória   | 26–2     | Richard Semides       | Finalização (triângulo invertido)           | Campeonato Mundial NAGA                                                  | –170 lbs  | Com quimono | 25 de abril de 2015     | Wildwood, NJ              |
| Vitória   | 25–2     | Elon Hodge            | Finalização (folha de trevo)                | Campeonato Mundial NAGA                                                  | –170 lbs  | Sem quimono | 25 de abril de 2015     | Wildwood, NJ              |
| Vitória   | 24–2     | Scott Clymer          | Finalização (chave de calcanhar)            | Campeonato Mundial NAGA                                                  | –170 lbs  | Sem quimono | 25 de abril de 2015     | Wildwood, NJ              |
| Vitória   | 23–2     | Mickey Gall           | Pontos                                      | Campeonato Mundial NAGA                                                  | –170 lbs  | Sem quimono | 25 de abril de 2015     | Wildwood, NJ              |
| Vitória   | 22–2     | Jesse Stokes          | Finalização (chave de calcanhar)            | UGA: Spring Open                                                         | Superluta | Sem quimono | 28 de março de 2015     | West Windsor Township, NJ |
| Vitória   | 21–2     | Jason Rau             | Decisão do Árbitro                          | Gym Wars II                                                              | Superluta | Com quimono | 14 de março de 2015     | Stratford, NJ             |
| Derrota   | 20–2     | Josh Hayden           | Pontos                                      | Campeonato Norte-Americano da ADCC                                       | –88 kg    | Sem quimono | 13 de dezembro de 2014  | Nitro, WV                 |
| Vitória   | 20–1     | Jason Rau             | Finalização (mata-leão)                     | PGL IX                                                                   | Superluta | Sem quimono | 29 de novembro de 2014  | Stratford, NJ             |
| Vitória   | 19–1     | James Gonzales        | Finalização (kimura)                        | PGL IV                                                                   | –155 lbs  | Sem quimono | 17 de maio de 2014      | Berlin, NJ                |
| Vitória   | 18–1     | John Battle           | Pontos                                      | PGL IV                                                                   | –155 lbs  | Sem quimono | 17 de maio de 2014      | Berlin, NJ                |
| Vitória   | 17–1     | Todd Levin            | Finalização (chave de calcanhar)            | PGL IV                                                                   | –155 lbs  | Sem quimono | 17 de maio de 2014      | Berlin, NJ                |
| Vitória   | 16–1     | Jon Forsythe          | Finalização (estrangulamento arco e flecha) | AGL 4                                                                    | Absoluto  | Com quimono | 13 de abril de 2013     | Berlin, NJ                |
| Derrota   | 15–1     | Mark Tarmann          | Pontos                                      | AGL 4                                                                    | Absoluto  | Sem quimono | 13 de abril de 2013     | Berlin, NJ                |
| Vitória   | 15–0     | Dan Watkins           | Finalização (triângulo)                     | AGL 4                                                                    | Absoluto  | Sem quimono | 13 de abril de 2013     | Berlin, NJ                |
| Vitória   | 14–0     | Ken Podgorsek         | Finalização (mata-leão)                     | AGL 4                                                                    | Absoluto  | Sem quimono | 13 de abril de 2013     | Berlin, NJ                |
| Vitória   | 13–0     | Humberto Perea        | Finalização (mata-leão)                     | AGL 4                                                                    | –155 lbs  | Sem quimono | 13 de abril de 2013     | Berlin, NJ                |
| Vitória   | 12–0     | David Thies           | Pontos                                      | AGL 4                                                                    | –155 lbs  | Sem quimono | 13 de abril de 2013     | Berlin, NJ                |
| Vitória   | 11–0     | Kevin Gibbs           | Pontos                                      | AGL 4                                                                    | –155 lbs  | Sem quimono | 13 de abril de 2013     | Berlin, NJ                |
| Vitória   | 10–0     | Ryan Cafaro           | Finalização (mata-leão)                     | AGL 3                                                                    | Superluta | Sem quimono | 19 de janeiro de 2013   | Berlin, NJ                |
| Vitória   | 9–0      | Steven Calero         | Pontos (4-2)                                | Grapplers Quest: Campeonato Mundial                                      | -160 lbs  | Sem quimono | 21 de julho de 2012     | Morristown, NJ            |
| Vitória   | 8–0      | Joe Pyfer             | Finalização (mata-leão)                     | Grapplers Quest: Campeonato Mundial                                      | -160 lbs  | Sem quimono | 21 de julho de 2012     | Morristown, NJ            |
| Vitória   | 7–0      | Alejandro Dominguez   | Pontos                                      | Grapplers Quest: Beast from the East                                     | -170 lbs  | Com quimono | 25 de março de 2012     | Wayne, NJ                 |
| Vitória   | 6–0      | Angelo Claiborne      | Finalização (triângulo de braço)            | Grapplers Quest: Beast from the East                                     | -170 lbs  | Com quimono | 25 de março de 2012     | Wayne, NJ                 |
| Vitória   | 5–0      | Alejandro Dominguez   | Finalização (guilhotina)                    | Grapplers Quest: Beast from the East                                     | -170 lbs  | Sem quimono | 24 de março de 2012     | Wayne, NJ                 |
| Vitória   | 4–0      | Sulaman Zafar         | Pontos                                      | Grapplers Quest: Beast from the East                                     | -170 lbs  | Sem quimono | 24 de março de 2012     | Wayne, NJ                 |
| Vitória   | 3–0      | Angelo Claiborne      | Pontos                                      | Grapplers Quest: Beast from the East                                     | -170 lbs  | Sem quimono | 24 de março de 2012     | Wayne, NJ                 |
| Vitória   | 2–0      | Angelo Claiborne      | Pontos                                      | Grapplers Quest: Campeonato Mundial                                      | -170 lbs  | Sem quimono | 10 de dezembro de 2011  | Asbury Park, NJ           |
| Vitória   | 1–0      | Nick Salles           | Desqualificação (queda)                     | Grapplers Quest: Campeonato Mundial                                      | -170 lbs  | Sem quimono | 10 de dezembro de 2011  | Asbury Park, NJ           |

## Registro de luta livre estilo livre
| Freestyle Matches | Freestyle Matches | Freestyle Matches | Freestyle Matches | Freestyle Matches    | Freestyle Matches            | Freestyle Matches      |
| Res.              | Record            | Opponent          | Score             | Date                 | Event                        | Location               |
| ----------------- | ----------------- | ----------------- | ----------------- | -------------------- | ---------------------------- | ---------------------- |
| Derrota           | 0–1               | Pat Downey        | TF 0–11           | 29 de Fevereiro 2020 | 2020 BJJ Fanatics Grand Prix | Beverly, Massachusetts |